# Economías de oportunidad
Economías de oportunidad son conceptualmente similares a economías de escala. Sin embargo, mientras las economías de escala se refieren a eficiencias asociadas con el crecimiento o decrecimiento del volumen de producción, las economías de oportunidad se refieren a eficiencias asociadas con el aumento o disminución de las áreas de mercadotecnia y distribución. Mientras que las economías de escala se refieren a cambios en la fabricación de un solo tipo de producto, las economías de oportunidad se refieren a cambios en la cantidad de diferentes tipos de productos. Mientras las economías de escala se refieren fundamentalmente al lado del proveedor (como nivel de producción) las economías de oportunidad se fijan en los cambios del lado de la demanda (como marketing y distribución). Las economías de oportunidad constituyen unas de las principales razones de las estrategias de marketing de tipo agrupación de producto, línea de productos y marca de familia.
A menudo, cuantos más productos son promocionados y más medios masivos de promoción se utilizan, más personas pueden llegar a conocerlos y comprarlos para cada euro gastado. Estas eficiencias no duran para siempre: llegará un punto en que un gasto adicional en publicidad en nuevos productos comenzará a ser menos efectivo (un ejemplo de deseconomías de oportunidad).
Si una fuerza de ventas está vendiendo varios productos a la vez, pueden ser más efectivos que si tan solo venden uno. El coste de sus dietas de viaje se distribuye sobre una mayor base de ingresos, por lo que la eficiencia de los costes mejora. También pueden darse sinergias entre productos de modo que al ofrecer una más amplia gama el consumidor sentirá un mayor deseo de consumir que si se ofrece tan solo uno. Las economías de oportunidad también pueden operar consiguiendo eficiencias en distribución. Puede ser mucho más eficiente cargar una gran variedad de productos que un solo tipo para un destino determinado.
No todos los economistas están de acuerdo en la importancia de las economías de oportunidad. Algunos argumentan que tan solo es de aplicación para determinados sectores industriales y para ellos, no en todos los casos.